# Менна Лорранская
Менна (погибла в 362 году) — святая мученица, дева лорранская. Дни памяти — 3 октября, 15 мая.
Святая Менна (Menna), иногда именуемая Манна (Manna), дева, жила в Лотарингии. Её имя фигурирует среди имён первых святых епархии Туля, провинция Belgica prima. Святая Менна погибла 3 октября 362 года в местечке, называемом Фонтене (Fontenet), что в Пюзьё, Вогезы, при гонениях времён императора Иулиана. Там сохранилась часовня, в которой почивают мощи святой Менны. В Пуссэ (Poussay), на месте старинного монастыря, что в коммуне Мирекур (Mirecourt), покровительницей которой почитается святая Менна, имеется дерево святой Менны, напоминающее о её житии.  Она была связана со святыми Евхарием и Елаптием (Elaptius). 

## Житие
Согласно Vie de sainte Menne святая Менна была дочерью губернатора Ваккия (Baccius) и женщины по имени Литруда (Litrude), или Лиентруда (Lientrude). Она была младшей сестрой святых кефалофоров Элофа, Евхария, Либеры, а также Сусанны, Оды и Гонтруды. Святую Менну поминают 3 октября, а также 15 мая, в день перенесения её мощей в монастырь Пуссэ, свершенного в 1026 году епископом Бруно Дабо-Эгисхаймом. В настоящее время этот день памяти иной раз переносят на второе воскресение мая.

## Чудеса
Святая Менна крестилась и получила духовное образование предположительно у Санктиссима (Sanctissimus), епископа Шалонского. Она была склонна получить монашеский постриг, но её отец был против, он собирался выдать дочь замуж. Духовник не благословил святой Менне перечить отцу. Но, согласно преданию, явился Ангел Господень, который постриг святую Менну в монахини. Она стала жить затворницей между Пуссэ и Пюзьё: сначала в Блено-ле-Туль, затем в местечке, называемом Фонтене (Fontenet).

## Почитание
Святая Менна почитаема во многих местах, храмах и часовнях. Среди них Блено-ле-Туль, Крантенуа, храм, освящённый в её честь в Дейсимонте, Жюксе, Пуссэ, Бриньемон, и другие.
Некоторыми сохранившееся житие святой Менны считается неправдоподобным.

## Почитание святой Менны

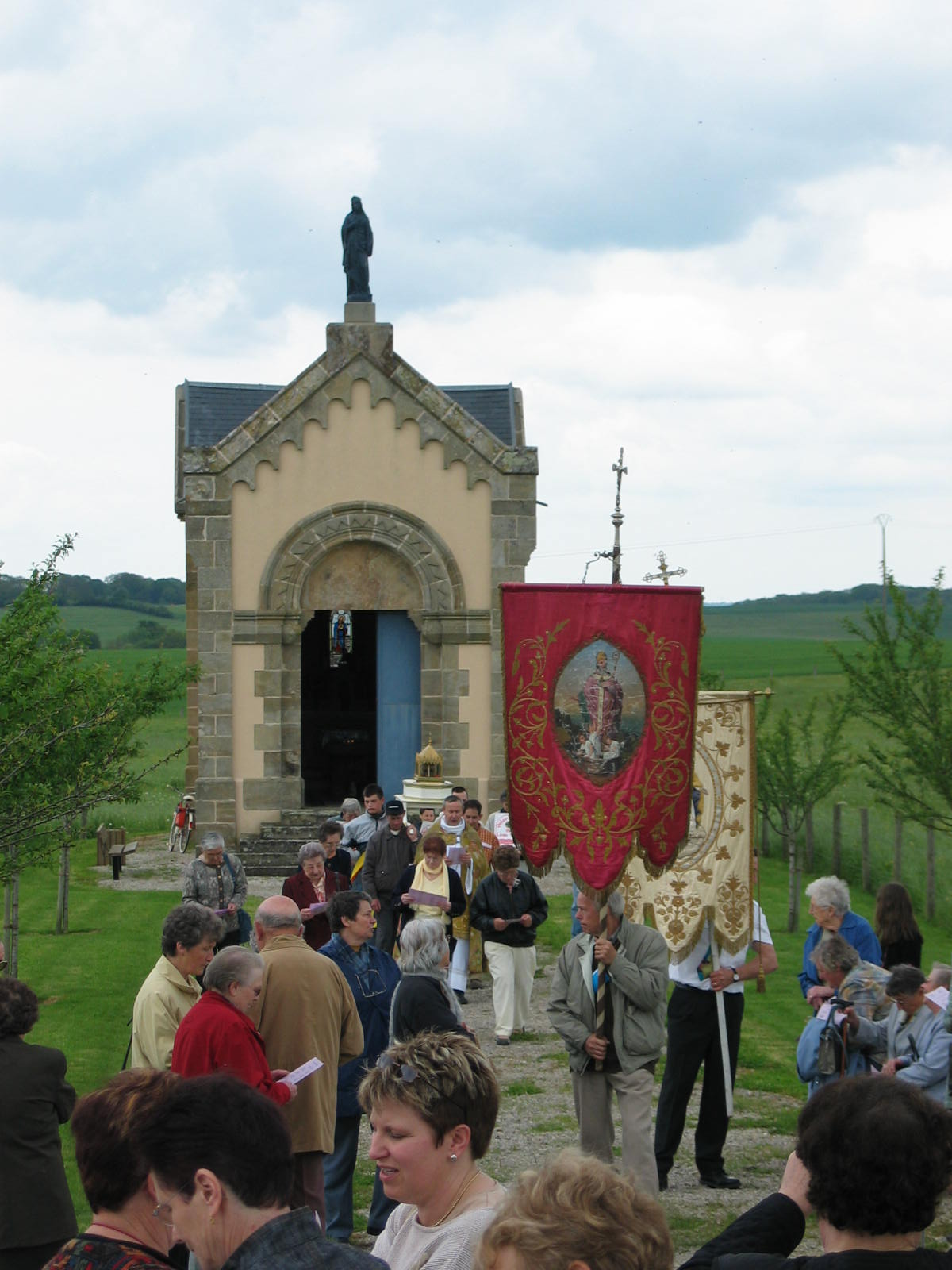
Паломничество к святой Менне в Пюзьё перед часовней, освящённой в её честь.
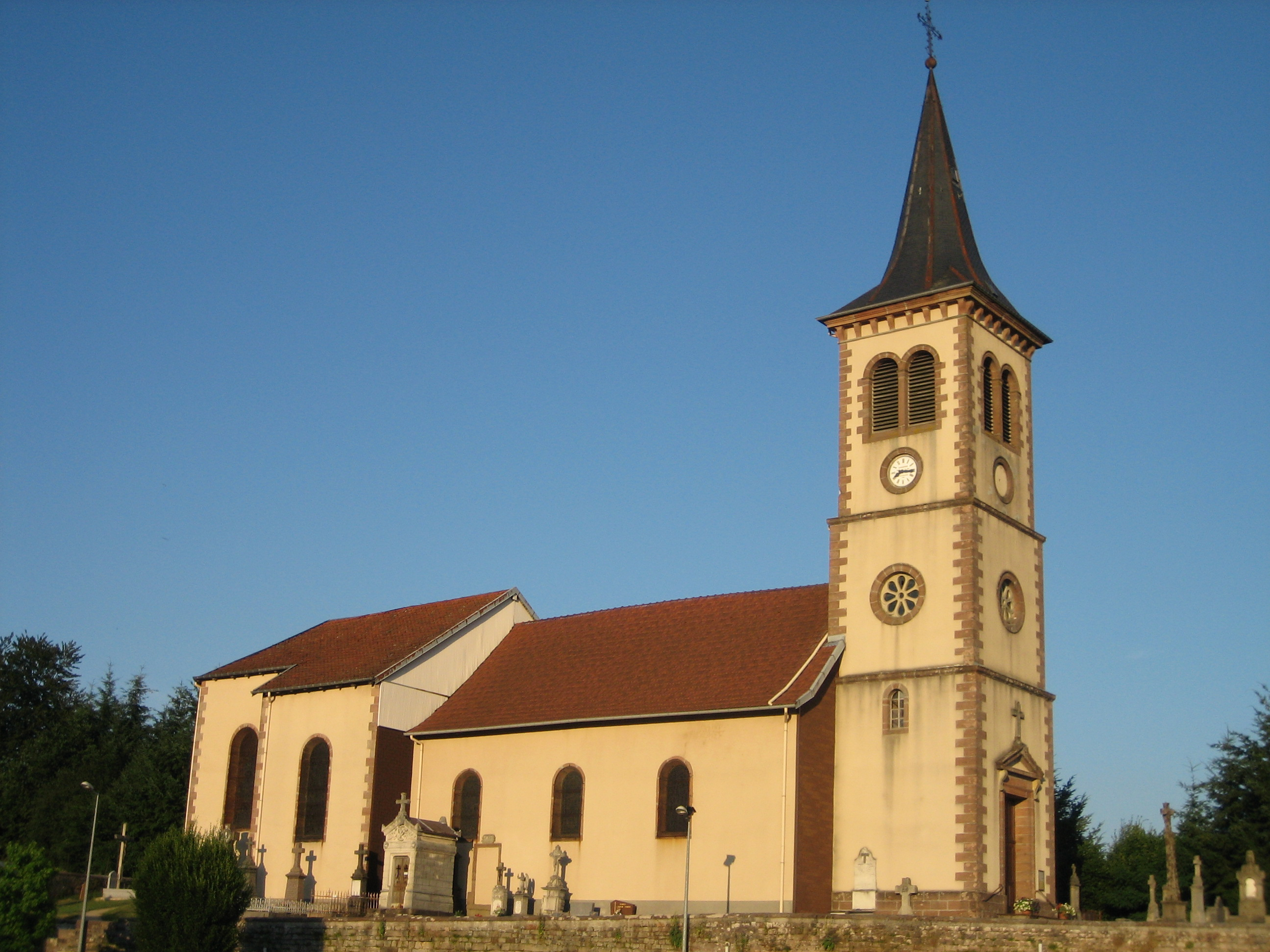
Храм святой Менны в Десимон (Deycimont).
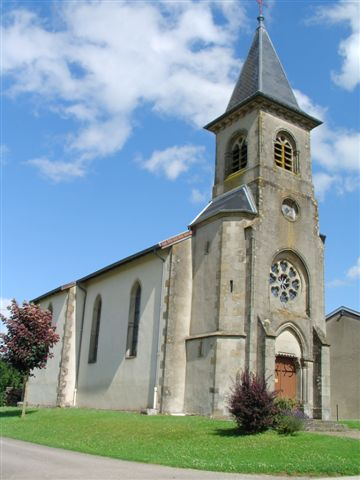
Храм святой Менны в Мадекур (Madecourt).
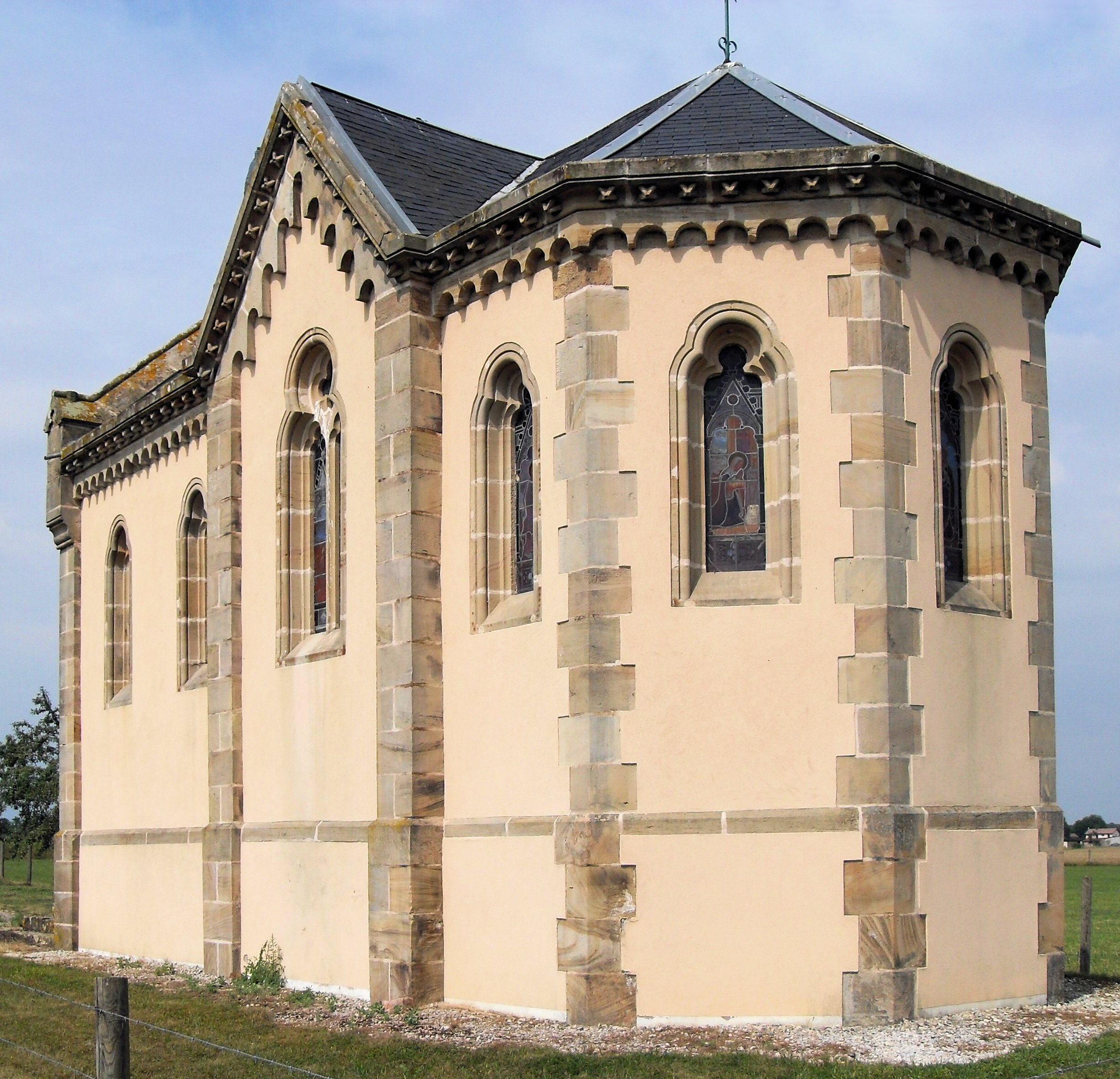
Часовня святой Менны в Пюзьё.